# تصفيات كأس العالم 2014 – أوروبا المجموعة ب

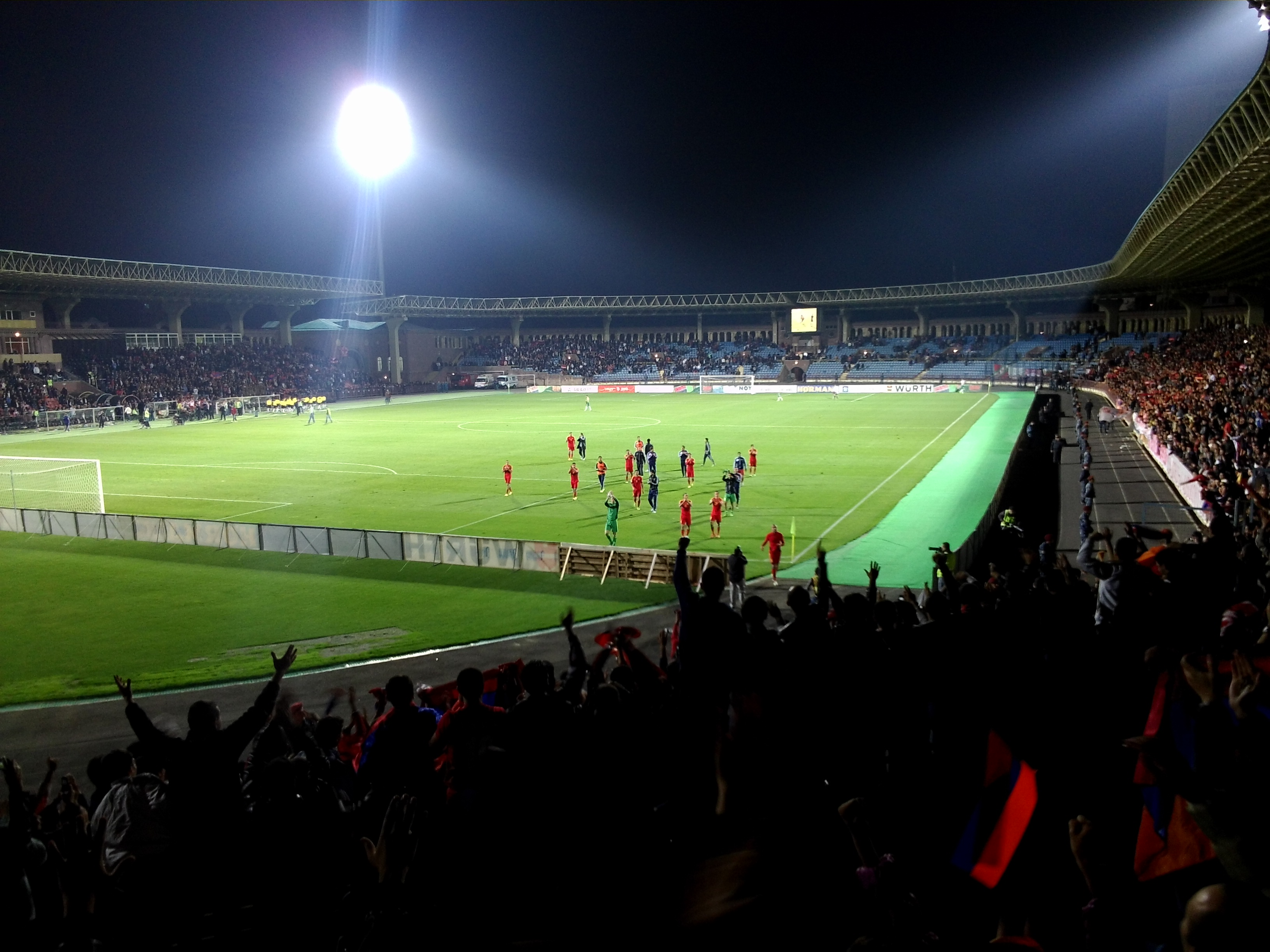

تصفيات كأس العالم لكرة القدم 2014 أوروبا المجموعة B هي إحدى مجموعات اليويفا المؤهلة لكأس العالم لكرة القدم 2014. وتضم المجموعة أرمينيا، وبلغاريا، وجمهورية التشيك، والدنمارك، وإيطاليا ومالطا.
فائز المجموعة سوف يتأهل بشكل مباشر إلى نهائيات كأس العالم 2014. ومن بين أصحاب المركز الثاني في المجموعات التسع، سيتقدم أفضل ثمانية (يتم يتم تحديدهم عن طريق نتائجهم ضد الفرق أصاحب المركز الأول، والثالث، والرابع، والخامس فقط لتحقيق التوازن بين الجماعات المختلفة) احتلوا المركز الثاني إلى المباريات الفاصلة، حيث سيتم تقسيمهم إلى أربعة مواجهات ذهاب وإياب لتحديد هوية المتأهلين الأربع الآخرين.

## الترتيب
| الفريق         | لعب | ف | ت | خ | أ.له | أ.ع | أ.ف | نقاط |  | إيطاليا | الدنمارك | جمهورية التشيك | بلغاريا | أرمينيا | مالطا |
| -------------- | --- | - | - | - | ---- | --- | --- | ---- |  | ------- | -------- | -------------- | ------- | ------- | ----- |
| إيطاليا (Q)    | 10  | 6 | 4 | 0 | 19   | 9   | +10 | 22   |  | —       | 3–1      | 2–1            | 1–0     | 2–2     | 2–0   |
| الدنمارك       | 10  | 4 | 4 | 2 | 17   | 12  | +5  | 16   |  | 2–2     | —        | 0–0            | 1–1     | 0–4     | 6–0   |
| جمهورية التشيك | 10  | 4 | 3 | 3 | 13   | 9   | +4  | 15   |  | 0–0     | 0–3      | —              | 0–0     | 1–2     | 3–1   |
| بلغاريا        | 10  | 3 | 4 | 3 | 14   | 9   | +5  | 13   |  | 2–2     | 1–1      | 0–1            | —       | 1–0     | 6–0   |
| أرمينيا        | 10  | 4 | 1 | 5 | 12   | 13  | −1  | 13   |  | 1–3     | 0–1      | 0–3            | 2–1     | —       | 0–1   |
| مالطا          | 10  | 1 | 0 | 9 | 5    | 28  | −23 | 3    |  | 0–2     | 1–2      | 1–4            | 1–2     | 0–1     | —     |

## المباريات
تم تحديد جدول المباريات في اجتماع عقد في براغ، جمهورية التشيك يوم 28 نوفمبر 2011.
| مالطا | 1–0   | أرمينيا      |
| ----- | ----- | ------------ |
|       | تقرير | ساركيسوف 70' |

| بلغاريا                      | 2–2   | إيطاليا           |
| ---------------------------- | ----- | ----------------- |
| مانوليف 30' · ج. ميلانوف 66' | تقرير | أوزفالدو 36'، 40' |

| الدنمارك | 0–0   | جمهورية التشيك |
| -------- | ----- | -------------- |
|          | تقرير |                |

| بلغاريا     | 0–1   | أرمينيا |
| ----------- | ----- | ------- |
| مانوليف 43' | تقرير |         |

| إيطاليا                  | 0–2 | مالطا |
| ------------------------ | --- | ----- |
| ديسترو 5' · بيلوسو 90+2' |     |       |

| جمهورية التشيك                             | 1–3   | مالطا     |
| ------------------------------------------ | ----- | --------- |
| غيبري سيلاسي 34' · بيكهارت 52' · ريزيك 67' | تقرير | بريفا 38' |

| أرمينيا       | 3–1   | إيطاليا                                       |
| ------------- | ----- | --------------------------------------------- |
| مخيتاريان 28' | تقرير | بيرلو 11' (ركل.) · دي روسي 64' · أوزفالدو 82' |

| بلغاريا     | 1–1   | الدنمارك   |
| ----------- | ----- | ---------- |
| رانغيلوف 7' | تقرير | بينتنر 40' |

| جمهورية التشيك | 0–0   | بلغاريا |
| -------------- | ----- | ------- |
|                | تقرير |         |

| إيطاليا                                    | 1–3   | الدنمارك    |
| ------------------------------------------ | ----- | ----------- |
| مونتوليفو 34' · دي روسي 37' · بالوتيلي 54' | تقرير | كفيست 45+1' |

| بلغاريا | ضد    | مالطا |
| ------- | ----- | ----- |
|         | تقرير |       |

| جمهورية التشيك | ضد    | الدنمارك |
| -------------- | ----- | -------- |
|                | تقرير |          |

| أرمينيا | ضد    | جمهورية التشيك |
| ------- | ----- | -------------- |
|         | تقرير |                |

| الدنمارك | ضد    | بلغاريا |
| -------- | ----- | ------- |
|          | تقرير |         |

| مالطا | ضد    | إيطاليا |
| ----- | ----- | ------- |
|       | تقرير |         |

| أرمينيا | ضد | مالطا |
| ------- | -- | ----- |
|         |    |       |

| جمهورية التشيك | ضد | إيطاليا |
| -------------- | -- | ------- |
|                |    |         |

| الدنمارك | ضد | أرمينيا |
| -------- | -- | ------- |
|          |    |         |

| جمهورية التشيك | ضد | أرمينيا |
| -------------- | -- | ------- |
|                |    |         |

| إيطاليا | ضد | بلغاريا |
| ------- | -- | ------- |
|         |    |         |

| مالطا | ضد | الدنمارك |
| ----- | -- | -------- |
|       |    |          |

| أرمينيا | ضد | الدنمارك |
| ------- | -- | -------- |
|         |    |          |

| إيطاليا | ضد | جمهورية التشيك |
| ------- | -- | -------------- |
|         |    |                |

| مالطا | ضد | بلغاريا |
| ----- | -- | ------- |
|       |    |         |

| أرمينيا | ضد | بلغاريا |
| ------- | -- | ------- |
|         |    |         |

| الدنمارك | ضد | إيطاليا |
| -------- | -- | ------- |
|          |    |         |

| مالطا | ضد | جمهورية التشيك |
| ----- | -- | -------------- |
|       |    |                |

| بلغاريا | ضد | جمهورية التشيك |
| ------- | -- | -------------- |
|         |    |                |

| الدنمارك | ضد | مالطا |
| -------- | -- | ----- |
|          |    |       |

| إيطاليا | ضد | أرمينيا |
| ------- | -- | ------- |
|         |    |         |

ملاحظات</references group="ملاحظة">

## الهدافين
عدد الأهداف المُسجلة  80 هدفًا  في 30 مباراة، بمتوسط 2.67 هدفًا في المباراة الواحدة.
5 أهداف
- ماريو بالوتيلي

4 أهداف
- يورا موفسيسيان
- دانييل آغر
- بابلو دانييل أوزفالدو

3 أهداف
- هنريخ مخيتاريان
- ستانيسلاف مانوليف
- ألكسندر تونيف
- نيكلاس بينتنر

هدفان
- آراس أوزبيليز
- إميل جارجوروف
- إيفيلين بوبوف
- توماش بيكهارت
- ماتيج فيدرا
- مورتن راسموسن
- دانييلي دي روسي
- مايكل ميفسود

هدف
- غيفورغ غازاريان
- كارلين مكرتشيان
- أرتور ساركيسوف
- رادوسلاف ديميتروف
- ايفان ايفانوفيتش
- جيورجي ميلانوف
- ديميتار رانغيلوف
- بوريك دوتشكال
- تيودور غيبري سيلاسي
- دانييل كولار
- ليبور كوزاك
- يان ريزيك
- توماش روسيتسكي
- توماش هوبتشمان
- دافيد لافاتا
- فاكلاف كادليك
- ليون أندرياسن
- أندرياس بييلاند
- أندرياس كورنيليوس
- سيمون كيير
- ويليام كفيست
- نيكي بيل نيلسن
- نيكي زيملينغ
- جورجيو كيلليني
- ماتيا ديسترو
- أليساندرو فلورينزي
- ألبيرتو جيلاردينو
- ريكاردو مونتوليفو
- فيديريكو بيلوسو
- أندريا بيرلو
- ألبيرتو أكويلاني
- رودريك بريفا
- كلايتون فايلا
- إدوارد هيريرا

هدف ذاتي
- ريان كاميليري (ضد الدنمارك)

## وصلات خارجية
- نتائج وجدول مجموعة اليويفا B (نسخة FIFA.com)
- نتائج وجدول مجموعة اليويفا B (نسخة UEFA.com)